# گرت ون وال
گِرت وَن وال (انگلیسی: Gert Van Walle) معروف به وان (متولد ۷ اوت ۱۹۸۷) بازیکن والیبال اهل برزیل، عضو تیم ملی بلژیک و تیم بووه است.